# Cerro Lambaré
El Cerro Lambaré es una formación rocosa de origen volcánico que se encuentra situado a orillas del río Paraguay, dentro del radio urbano de la ciudad de Asunción, en el barrio Jukyty.
Es uno de los sitios orográficos más destacados de la capital, aunque erróneamente muchos creen que es el punto más alto de Asunción; sin embargo, estrictamente hablando, el punto más elevado de la ciudad de Asunción es la calle Colina Alta, del barrio Nazareth, con 169 m s. n. m. (ubicada cerca de la Copetrol de la avenida República Argentina).
Pertenece a la cadena de cerros de la Cordillera de Ybytypanemá al igual que los cerros de Tacumbú, Ňemby, Yaguarón y otras colinas menores. Su cota es de 156 metros sobre el nivel del mar.
En la cumbre del cerro se encuentra el Monumento a la Paz Victoriosa, un mirador inspirado por el Valle de los Caídos, el dictador Alfredo Stroessner había viajado a la «Madre Patria» y quedó sorprendido por el monumento franquista, el gobierno paraguayo accedió al contacto de uno de los arquitectos del dictador Francisco Franco, Juan de Ávalos y Taborda.
En 1976 (posterior a la muerte del caudillo europeo) el arquitecto español llega a Paraguay y empieza a hacer observaciones, mediciones, planos y diseños. Es en el año 1979 cuando comienzan las obras dirigidas por el mismo Juan de Ávalos, con total libertad por parte del Gobierno Paraguayo. La obra fue culminada en 1982 y fundado el 28 de abril de ese año el Monumento a La Paz Victoriosa.
En la base se erige la estatua de un indio cacique (muchos lo atribuyen al famoso cacique Lambaré), que sostenía una pequeña imagen de la Virgen María, por las paredes hay grabados históricas griegas (otros afirman que hasta masónicas) en lo alto del monumento se ostenta la talla de un ángel.
La obra cuenta con las estatuas de los patriarcas del país el Dr. José Gaspar Rodríguez de Francia, el primer presidente constitucional Carlos Antonio López, el mariscal Francisco Solano López y el expresidente y firmante del acta de fundación de la ANR Bernardino Caballero, contaba también (hasta el 7 de octubre de 1991) con la figura del dictador Stroessner, pero fue derribada por el intendente de la ciudad en aquel entonces, Carlos Filizzola.
Desde el 20 de julio de 2024 el cerro Lambaré comenzó a recibir un incremento de turistas y visitantes, debido a la inauguración de la avenida Costanera Sur.

## Ubicación
- Altitud: 156 m s. n. m.[1][2][10][11]